# Municipio de Claiborne (Arkansas)
El municipio de Claiborne (en inglés: Claiborne Township) es un municipio ubicado en el condado de Izard en el estado estadounidense de Arkansas. En el año 2010 tenía una población de 167 habitantes y una densidad poblacional de 2,73 personas por km².

## Geografía
El municipio de Claiborne se encuentra ubicado en las coordenadas 36°5′59″N 92°3′5″O / 36.09972, -92.05139. Según la Oficina del Censo de los Estados Unidos, el municipio tiene una superficie total de 61.1 km², de la cual 60,33 km² corresponden a tierra firme y (1,25 %) 0,76 km² es agua.

## Demografía
Según el censo de 2010, había 167 personas residiendo en el municipio de Claiborne. La densidad de población era de 2,73 hab./km². De los 167 habitantes, el municipio de Claiborne estaba compuesto por el 98,8 % blancos, el 0,6 % eran asiáticos y el 0,6 % eran de una mezcla de razas. Del total de la población el 0,6 % eran hispanos o latinos de cualquier raza.